# Sycamore (Georgia)
Sycamore – miasto w Stanach Zjednoczonych, w stanie Georgia, w hrabstwie Turner.